# Claire Gonzague
 (septembre 2013).
Si vous disposez d'ouvrages ou d'articles de référence ou si vous connaissez des sites web de qualité traitant du thème abordé ici, merci de compléter l'article en donnant les références utiles à sa vérifiabilité et en les liant à la section « Notes et références ».
Claire Gonzague, née en 1464 à Mantoue et morte le 2 juin 1503 en Auvergne, est la fille de Frédéric Ier de Mantoue (1441-1484) et de Marguerite de Bavière (1442-1479).

## Biographie

### Famille
Claire a six frères et sœurs cadets :
- François qui est le 4e marquis de Mantoue, titré François II ;
- Jean-François qui hérite des seigneuries de Sabbioneta et de Bozzolo ;
- Maddalena (1467-1490) qui épouse en 1483 Jean Sforza, comte de Cotignola, seigneur de Pesaro ;
- Sigismondo (1469-1525) qui est évêque de Mantoue puis cardinal ;
- Elisabetta (1471-1526) qui épouse en 1489 Guidobaldo Ier de Montefeltro, duc d'Urbino ;
- Jean qui est seigneur de Vescovato et chef de la lignée des Gonzague de Vescovato.

### Mariage et enfants
Claire épouse à Mantoue le 25 février 1481 Gilbert de Montpensier, dauphin d'Auvergne, comte de Clermont. Ensemble ils ont :
- Louise (1482 † 1561), duchesse de Montpensier, dauphine d'Auvergne, mariée à Andre III de Chauvigny (+1503), puis à Louis, prince de la Roche-sur-Yon (1473 † 1520),
- Louis II (1483 † 1501), comte de Montpensier,
- Charles III (1490 † 1527), duc de Bourbon et connétable de France, marié en 1505 à Suzanne de Bourbon, duchesse de Bourbon et d'Auvergne, comtesse de La Marche (1491-1521),
- François (1492 † 1515), duc de Châtellerault,
- Renée (1494 † 1539), dame de Mercœur, mariée en 1515 à Antoine II, duc de Lorraine et de Bar (1489 † 1544),
- Anne (avril 1496-1510).

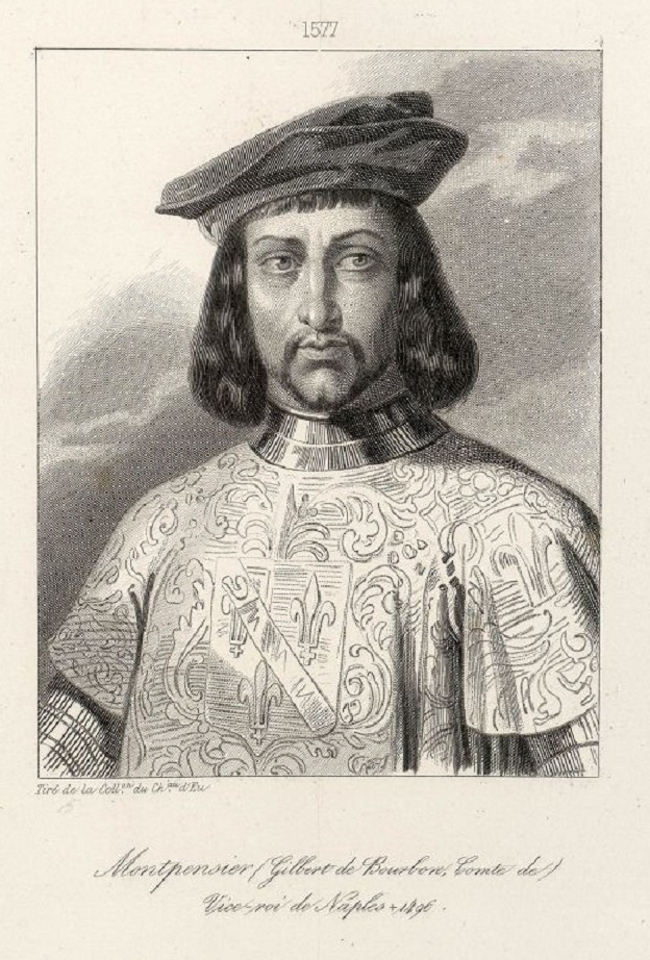
Son époux, Gilbert de Montpensier

En 1499, Claire agit comme médiatrice au nom de son frère François, qui cherche à former une alliance avec Louis XII afin de protéger Mantoue, alors menacée à la fois par César Borgia et par le doge de Venise. Elle entretient aussi une correspondance importance avec sa belle-sœur, Isabelle d'Este.

### Mort
Claire meurt le 2 juin 1503, à l’âge de 39 ans. Elle apparaît dans L'Heptaméron de Marguerite de Valois-Angoulême.